# Erzbistum Xi’an

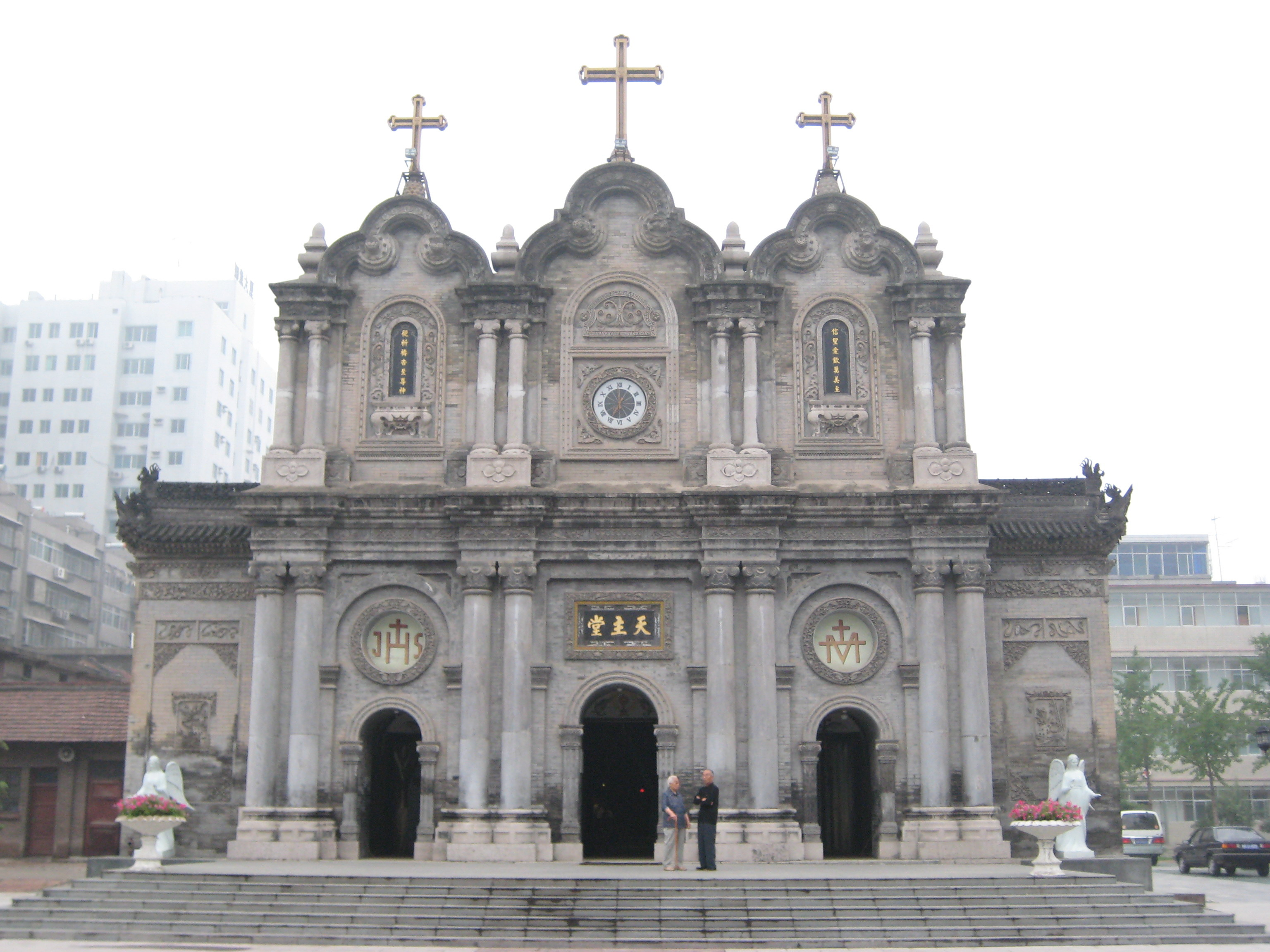
Kathedrale in Xi’an

Das Erzbistum Xi’an (lat.: Archidioecesis Singanensis; chin.: 西安, 長安) ist eine in der Volksrepublik China gelegene Diözese der römisch-katholischen Kirche und Metropolitansitz.

## Geschichte
Unter Papst Pius IX. wurde am 21. Mai 1878 das Apostolische Vikariat Scen-Si aus dem Vikariat Nord Scen-Shi (陝西北境) heraus gegründet. Unter Papst Pius X. erfolgte 1911 die Umbenennung zum Apostolischen Vikariat Shensi. Am 3. Dezember 1924 wurde das Apostolische Vikariat Sianfu (西安府) begründet. Durch Papst Pius XII. wurde am 11. April 1946 das Vikariat zum heutigen Erzbistum Xi’an erhoben.
Dem Erzbistum sind die Suffragane Zhouzhi [盩厔], Fengxiang [鳳翔], Hanzhong [漢中], Sanyuan [三原] und das Yan’an [延安] zugeordnet.

## Ordinarien

### Apostolischer Vikar von Scen-Si
- Giovanni Battista di Mandello OFM (1792–1804)
- Alfonso-Maria di Donato OFM (1844–1848)
- Ephysius Chiais OFM (1848–1884)
- Pasquale Pagnucci OFM (1884–1901)
- Clemente Coltelli OFM (1900–1901)

### Apostolischer Vikar von Zentral Shensi 陝西中境
- Auguste-Jean-Gabriel Maurice OFM (穆理思) (1911–1916)
- Eugenio Massi OFM (希賢) (1916– 1924)

### Apostolischer Vikar von Sianfu 西安府
- Eugenio Massi OFM (希賢) (1924–1927)
- Fiorenzo Umberto Tessiatore OFM (戴夏德) (1928–1932)
- Pacifico Giulio Vanni OFM (萬九樓) (1932–1946)

### Erzbischof von Xi’an 西安
- Pacifico Giulio Vanni OFM (萬九樓) (1946–1952)
- Pacific Li Huan-de OFM (李宣德) (1952–1973), Ap. Administrator
- John Ji Huairang OFM (1981 – 1987)
- Anthony Li Duan (1987 – 2006)
- Anthony Dang Mingyan (seit 2006)

Aufgrund der politischen Verhältnisse konnte das Erzbistum nach dem Tod von Pacifico Giulio Vanni 1952, dem ersten von der Römisch-katholischen Kirche anerkannten Erzbischof, mehr als 50 Jahre lang nicht mehr besetzt werden. Der seit 2006 amtierende Erzbischof Anthony Dang Mingyan wurde mit Anerkennung der römischen Kurie eingesetzt.